# Astragalus dictyolobus
Astragalus dictyolobus är en ärtväxtart som beskrevs av Aleksandr Andrejevitj Bunge. Astragalus dictyolobus ingår i släktet vedlar, och familjen ärtväxter. Inga underarter finns listade i Catalogue of Life.